# Robert Herland
Robert Auguste Herland (ur. 3 listopada 1909 w Faches-Thumesnil, zm. 10 marca 1984 w Paryżu) – francuski zapaśnik walczący w stylu wolnym. Olimpijczyk z Berlina 1936, gdzie zajął piąte miejsce w wadze ciężkiej.

## Letnie Igrzyska Olimpijskie 1936
| Konkurencja       | Rundy eliminacyjne | Rundy eliminacyjne        | Rundy eliminacyjne   | Rundy eliminacyjne      | Klas. końcowa |
| Konkurencja       | Przeciwnik I       | Przeciwnik II             | Przeciwnik III       | Przeciwnik IV           | Miejsce       |
| ----------------- | ------------------ | ------------------------- | -------------------- | ----------------------- | ------------- |
| +87 kg styl wolny | Bez walki Z        | Kristjan Palusalu (EST) P | George Chiga (CAN) Z | Hjalmar Nyström (FIN) P | 5.            |